# Brownea cauliflora
Brownea cauliflora är en ärtväxtart som beskrevs av Eduard Friedrich Poeppig och Stephan Ladislaus Endlicher. Brownea cauliflora ingår i släktet Brownea och familjen ärtväxter. Inga underarter finns listade i Catalogue of Life.